# Arthroleptis nlonakoensis
Espèce
Statut de conservation UICN

 EN B1ab(iii) : En danger
Synonymes
- Phrynobatrachus nlonakoensis Plath, Herrmann & Böhme, 2006

Arthroleptis nlonakoensis est une espèce d'amphibiens de la famille des Arthroleptidae.

## Répartition
Cette espèce est endémique de la région du Littoral au Cameroun. Elle se rencontre à 450 m d'altitude sur les pentes Sud-Ouest du mont Nlonako.

## Étymologie
Son nom d'espèce, composé de nlonako et du suffixe latin -ensis, « qui vit dans, qui habite », lui a été donné en référence au lieu de sa découverte.

## Publication originale
- Plath, Herrmann & Böhme, 2006 : New frog species of the genus Phrynobatrachus (Anura: Phrynobatrachidae) from Mt. Nlonako, Cameroon. Journal of Herpetology, vol. 40, p. 486-495.